# Operophtera hyemata
Operophtera hyemata är en fjärilsart som beskrevs av Friedrich von Huene 1901. Operophtera hyemata ingår i släktet Operophtera och familjen mätare. Inga underarter finns listade i Catalogue of Life.